# Paolo Bertoli
Paolo Bertoli (Camporgiano, 1º febbraio 1908 – Roma, 8 novembre 2001) è stato un cardinale e arcivescovo cattolico italiano.

## Biografia
Nasce a Poggio, frazione di Camporgiano, allora in provincia di Massa Carrara e diocesi di Massa, il 1º febbraio 1908, da Carlo e Aride Poli. È membro di una distinta famiglia, che aveva già dato alla Chiesa ecclesiastici esimi per virtù ed alla società validi professionisti; tra i sacerdoti della sua famiglia sono da ricordarsi don Bartolomeo Bertoli, insigne predicatore, e il can. Luigi Bertoli, medaglia d'argento della sanità, meritata per distinzione durante il colera del 1884.

### Formazione e ministero sacerdotale
Compie gli studi ginnasiali e liceali nel seminario arcivescovile di Lucca e, da questo, nel 1925 passa al Pontificio ateneo del Laterano a Roma per gli studi teologici. Nel 1929 consegue le lauree in sacra teologia e in utroque iure.
Il 15 agosto 1930 è ordinato presbitero, nella cappella del seminario di Massa, dal vescovo Giuseppe Bertazzoni.
Dal 1929 al 1932 frequenta il Pontificio Ateneo Romano dell'Apollinare, conseguendo la laurea in diritto canonico ecclesiastico e civile.
Dopo aver seguito i corsi alla Pontificia accademia ecclesiastica, entra a far parte del servizio diplomatico della Santa Sede.
Nel 1933 diviene addetto prima e segretario poi della nunziatura apostolica a Belgrado, collaboratore per cinque anni dell'allora nunzio apostolico Ermenegildo Pellegrinetti, oriundo di Camaiore.
Il 16 gennaio 1934 è nominato Cameriere Segreto di Sua Santità.
Nel 1938 passa in servizio presso la nunziatura apostolica di Parigi, in Francia, all'epoca del nunzio Valerio Valeri, durante gli anni tristi e difficili della guerra e dell'occupazione. L'occupazione tedesca del 1940 lo trova, infatti, a Parigi dove rimane tuttavia ancora un anno, raggiungendo poi, nel 1941, il nunzio apostolico a Vichy, sede del governo nazionale.
Il 7 giugno 1942 viene destinato ad Haiti, in qualità di incaricato di affari della nunziatura ad Haiti e Santo Domingo, allora comprendente tutte le Antille, tranne Cuba e la Giamaica. In quattro anni svogle presso quei governi una intelligente opera diplomatica, conclusasi con la nomina del titolare di quella nunziatura con unanime soddisfazione della Santa Sede e delle Repubbliche.
Il 26 gennaio 1946 diviene prelato domestico di Sua Santità.
Nell'agosto del 1946 passa alla nunziatura apostolica di Berna, in Svizzera, quale primo consigliere e fedele collaboratore del nunzio apostolico Filippo Bernardini. Lì rappresenta la Santa Sede alle numerose conferenze internazionali, svoltesi in quell'epoca in Svizzera, per la soluzione dei problemi creati dalla seconda guerra mondiale.
Nel 1947 è incaricato di studiare, a nome della Santa Sede, le possibilità di emigrazione dei "profughi senza Patria" nei paesi dell'America Centrale; inoltre compie un viaggio nell'America del Sud per studiare i problemi dei profughi di guerra. Con i contatti stabiliti in quella circostanza tra rappresentanti della Santa Sede, capi di Stato e numerose personalità, contribuisce allo sviluppo di iniziative già in corso e si adopera per promuoverne altre.
Nel 1948 accompagna il nunzio mons. Bernardini, facendo parte della delegazione della Santa Sede alla Conferenza internazionale della Croce Rossa, tenutasi a Stoccolma; nel 1949 fa parte della delegazione della Santa Sede alla conferenza diplomatica per la revisione delle convenzioni internazionali di Ginevra.
Nei sei anni della sua permanenza in Svizzera, prende parte a convegni di organismi sociali e caritativi cattolici, seguendo, in particolare, gli sviluppi della O.I.C. e di "Pax Romana", che avevano la loro sede a Friburgo.
Nella primavera del 1949 è nominato incaricato di affari della nunziatura apostolica di Praga, in Cecoslovacchia, in un momento trepido per le sorti della Chiesa in quella Nazione, dove avrebbe dovuto rimpiazzare il nunzio Saverio Ritter. Tuttavia, non può recarsi nella sede a causa dell'opposizione del governo comunista cecoslovacco presieduto da Klement Gottwald, che si preparava a rompere i rapporti con la Sede Apostolica.

### Ministero episcopale e cardinalato

#### Delegato apostolico in Turchia
Il 24 marzo 1952 papa Pio XII lo nomina delegato apostolico in Turchia, amministratore apostolico di Costantinopoli ed arcivescovo titolare di Nicomedia; l'11 maggio successivo riceve l'ordinazione episcopale, nella chiesa di Santa Maria in Portico in Campitelli a Roma, dal cardinale Eugène Tisserant, co-consacranti gli arcivescovi Valerio Valeri (poi cardinale) e Filippo Bernardini.
Risalgono a quell'epoca i contatti ecumenici e le amicizie con personalità del mondo ortodosso, e, in particolare con il patriarcato ecumenico di Costantinopoli e con il patriarca Atenagora.

#### Nunzio apostolico in Colombia
Il 7 maggio 1953 è nominato nunzio apostolico in Colombia, paese in pieno sviluppo religioso e campo di esperienze pastorali, dove esplica il suo alto ufficio fino al 1959. Qui promuove l'istituzione di nuove circoscrizioni ecclesiastiche, visita più volte quel vasto territorio e specialmente le missioni.
L'istituzione poi, nel 1955, del Consiglio episcopale latinoamericano (CELAM) con sede a Bogotà, lo porta naturalmente ad interessarsi del nuovo organismo, partecipando alle riunioni dello stesso.

#### Nunzio apostolico in Libano
Il 15 aprile 1959 papa Giovanni XXIII lo nomina nunzio apostolico in Libano.
In quella terra d'incontri si dedica ai problemi ecumenici, riallacciando amicizie con le comunità orientali, cattoliche ed ortodosse, e con rappresentanti del mondo musulmano.

#### Nunzio apostolico in Francia
Il 16 aprile 1960 è nominato nunzio apostolico in Francia, nunziatura retta in precedenza dallo stesso papa Giovanni XXIII, una delle più importanti sia dell'Europa che del Mondo, mentre era presidente della Repubblica Charles De Gaulle e ministro degli esteri Maurice Couve de Murville.

#### Cardinalato e servizio nella Curia romana
Il 28 aprile 1969 papa Paolo VI, nel concistoro segreto, lo crea cardinale diacono di San Girolamo della Carità e il 7 maggio seguente lo nomina primo prefetto della Congregazione delle cause dei santi, dove viene coadiuvato dal segretario Ferdinando Giuseppe Antonelli (poi cardinale) e dal sottosegretario Amato Pietro Frutaz. Da quell'anno è membro del Consiglio per gli Affari Pubblici della Chiesa, della Congregazione per i vescovi e della Congregazione per le Chiese orientali.
Il 1º marzo 1973 si dimette dall'incarico di prefetto della Congregazione delle cause dei santi e, dal 5 marzo seguente, diventa cardinale presbitero di San Girolamo degli Schiavoni.
Il 6 maggio 1979 viene nominato da papa Giovanni Paolo II camerlengo di Santa Romana Chiesa, quale successore del cardinale Jean-Marie Villot; carica mantenuta fino al 1985.
Dal 30 giugno 1979 diventa cardinale vescovo di Frascati, succedendo anche in questo caso al cardinale Villot. Il 28 ottobre successivo prende possesso del titolo della Chiesa suburbicaria tuscolana.
Muore a Roma l'8 novembre 2001 all'età di 93 anni; dopo le esequie, celebrate il 9 novembre alle ore 18.00 all'Altare della Cattedra nella basilica di San Pietro in Vaticano da papa Giovanni Paolo II, viene sepolto nella cappella di famiglia del cimitero di Poggio Garfagnana.

## Genealogia episcopale e successione apostolica
La genealogia episcopale è:
- Cardinale Scipione Rebiba
- Cardinale Giulio Antonio Santori
- Cardinale Girolamo Bernerio, O.P.
- Arcivescovo Galeazzo Sanvitale
- Cardinale Ludovico Ludovisi
- Cardinale Luigi Caetani
- Cardinale Ulderico Carpegna
- Cardinale Paluzzo Paluzzi Altieri degli Albertoni
- Papa Benedetto XIII
- Papa Benedetto XIV
- Papa Clemente XIII
- Cardinale Marcantonio Colonna
- Cardinale Giacinto Sigismondo Gerdil, B.
- Cardinale Giulio Maria della Somaglia
- Cardinale Carlo Odescalchi, S.I.
- Cardinale Costantino Patrizi Naro
- Cardinale Lucido Maria Parocchi
- Papa Pio X
- Papa Benedetto XV
- Papa Pio XII
- Cardinale Eugène Tisserant
- Cardinale Paolo Bertoli

La successione apostolica è:
- Arcivescovo José Joaquín Flórez Hernández (1955)
- Vescovo Jacinto Vásquez Ochoa (1957)
- Vescovo Robert-Jacques-Victor Frossard (1968)
- Vescovo Daniel-Joseph-Louis-Marie Pézeril (1968)
- Arcivescovo Luciano Angeloni (1971)
- Cardinale Carlo Furno (1973)
- Arcivescovo Bruno Tommasi (1983)
- Arcivescovo Martino Giusti (1984)